# Acahuales
Acahuales är en ort i Mexiko.   Den ligger i kommunen Pahuatlán och delstaten Puebla, i den sydöstra delen av landet, 130 km nordost om huvudstaden Mexico City. Acahuales ligger 1 902 meter över havet och antalet invånare är 225.
Terrängen runt Acahuales är kuperad åt sydväst, men åt nordost är den bergig. Runt Acahuales är det ganska tätbefolkat, med 230 invånare per kvadratkilometer. Närmaste större samhälle är Huauchinango, 17,5 km sydost om Acahuales. I omgivningarna runt Acahuales växer i huvudsak blandskog.